# Измайловская мануфактура
Изма́йловская мануфакту́ра — фабрика, специализирующаяся на переработке хлопкового волокна. Расположена в Москве, в районе Измайлово.

## История

### От кустарного производства к суконной мастерской
Первый цех суконной мастерской был заложен ещё в 30-х годах XIX века в живописном месте на юго-восточной стороне речушки, которая огибала село Измайлово и впадала в Серебряно-Виноградный пруд. Место это было выбрано не случайно, так как при определённых вложениях капитала позволяло быстро расширить фабричное производство. Первоначально каждая новая постройка возводилась как временная (без фундамента) и деревянная, но уже к середине века эта полукустарная мастерская становилась похожа на предприятие настоящей суконной мануфактуры. Главный цех фабрики — большое деревянное здание — возвышался над округой, речушку уже перегородила плотина с запрудой, а по соседству ютились низкорослые жилые строения фабричных рабочих. Рабочие эти, ещё не так давно являвшиеся кустарями по ткачеству, изготовлению драдедамовых платков и разных недорогих суконных изделий, очень быстро освоили навыки суконного производства и преуспели в этом прибыльном деле.
Владетелем суконной фабрики в то время был состоятельный фабрикант из бывших купцов — Алексей Курдюков. Курдюков являлся «Почётным гражданином» и пользовался разносторонней поддержкой со стороны власть имущих. Под его управлением фабрика из суконной постепенно переоборудоваться в бумагопрядильную. Денег Курдюков не жалел — и не только на привлечение новых работников с окрестных сёл и деревень, но и на закупку дорогого оборудования и в особенности ткацких станков, которых уже насчитывалось до восьми. Правда, станки эти были весьма примитивными и работали от «мотора», приводимого в движение при помощи конской тяги. Дело шло хорошо, спрос на продукцию мануфактуры увеличивался, но Алексей Курдюков неожиданно и по непонятным причинам продал фабрику.
Фабрика некоторое время переходила от одного хозяина к другому, пока не досталась дворянину Мертваго, который в 1847 году выстроил первый трехэтажный кирпичный корпус. Затем фабрика перешла в руки купцу Акиму Евдокимову, увидевшего свою выгоду в том, чтобы сдавать фабрику в аренду.

### Родион Гилль и рождение Измайловской мануфактуры
Фабрику у Евдокимова взял в аренду англичанин Родион Гилль, который вскоре получил «Свидетельство на содержание бумагопрядильной фабрики в селе Измайлово Московской губернии», что документально подтверждается 13 декабря 1851 года в донесении начальника Московской губернии московскому генерал-губернатору. Так у фабрики появился новый управляющий.
В мае 1856 года Родион Гилль, который за четыре года разбогател на продаже пряжи и хлопчатобумажных тканей, приобрел у купца Евдокимова фабрику в полную собственность за 80 тысяч рублей. С этого момента на Измайловской мануфактуре начались масштабные строительные работы. Цеха расширялись. В спешном порядке был возведен новый — кирпичный — производственный корпус для бумагопрядения. Из Англии была выписана паровая машина, число ткацких станков увеличивается до 435, милютильных машин было установлено на 35 тыс. верётен. После установки нового оборудования фабрика выпуск товара на фабрике составил до 40 тыс. пудов пряжи и до 100 тыс. кусков миткаля в год.
Несмотря на появление большого количества механического оборудования, Гилль не спешил увольнять опытных рабочих. Для них были выстроены казармы-общежития, оборудована небольшая больница, построены бани и несколько товарных и продовольственных лавок.

### Товарищество Измайловской бумагопрядильной мануфактуры
Всего лишь за десяток лет Измайловская мануфактура стала одной из самых преуспевающих фабрик в районе и в России, известная как Измайловская бумагопрядильная мануфактура (согласно справочнику «Акционерные и паевые предприятия России»). Но в начале 60-х годов XIX века из-за нарастающего экономического кризиса для дальнейшего развития фабрики Гилль был вынужден искать себе компаньонов. В феврале 1861 года был утвержден устав Товарищества Измайловской Бумагопрядильной мануфактуры. 15 марта 1861 года указом Московской казённой палаты было разрешено «учредить на паях Товарищество Измайловской бумагопрядильной мануфактуры» Э. Мейеру, Л. Прену и Р. Гиллю в Москве. Товариществу разрешалось установить четыре новых паровых котла и начать новое строительство. Был построен второй кирпичный бумагопрядильный корпус.
Дела у Товарищества шли хорошо, и в середине 70-х годов был выстроен ещё один ткацкий корпус, построена котельная, над фабрикой выросла мощная кирпичная дымовая труба. Прозорливый Э. Мейер, опасаясь того, что экономический кризис в России грозил перерасти в политический, уступил свою долю в Товариществе фирме богатого и влиятельного фабриканта барона Кнопа.
Измайловская мануфактура превратилась в одно из крупнейших предприятий в Московском уезде (в 1885 г. — 1545 рабочих). Большой вклад в развитие фабрики внес новый управляющий — владелец Г. И. Никитин. Он вложил очень много сил и средств, чтобы фабрика по своему облику и оснащению вошла в когорту не только вполне благополучных, но и современных. В 1911 году был построен трёхэтажный железобетонный корпус, оснащённый по последнему слову техники.
В 1912 году фабрика перешла в руки нового хозяина — предпринимателя Полунина. Но Полунин недолго успел похозяйничать. Как говорили в народе, играя с профессиональным картежником Терентьевым, он вошёл в такой азарт, что проиграл фабрику со всем движимым и недвижимым имуществом. У Терентьева фабрику купил Хабарин.

### Революция 1917 г.
После революции фабрика перешла в собственность государства.
С 1918 по 1925 г. фабрика не работала.

### Труд во имя Победы
В первые месяцы Великой Отечественной войны на фронт ушли более 600 человек из числа работников фабрики. Из мужского состава на рабочих местах остались только высококвалифицированные специалисты. Фабрика перешла на работу в одну смену и, несмотря на то, что часть работников была эвакуирована на восток, постоянно наращивала объёмы производства. Места ушедших на фронт мужчин заняли женщины. Фабрика была переведена с выпуска миткаля на выпуск марли.
В списке работников, погибших на фронтах второй мировой, значатся из числа мобилизованных 29 человек, из числа ополченцев — 19 человек. Более 100 человек числятся пропавшими без вести.
На территории мануфактуры установлен памятник работникам Измайловской прядильно-ткацкой фабрики, отдавшим свои жизни в борьбе с фашистской Германией.

### Послевоенные годы
Значение Измайловской прядильно-ткацкой фабрики в жизни Измайлова отразилось в том, что в 1949 году три улицы этого района Москвы — 1-я, 2-я и 3-я Прядильные улицы — получили по близости к ней свои названия (ранее названий не имели). В 1952—1962 гг. фабрика была реконструирована, при этом полностью было заменено технологическое оборудование. Следующая реконструкция фабрики началась в 1976 г.; в результате её были построены два новых производственных корпуса и проведена полная замена технологического оборудования.
В 1993 году фабрике было возвращено её историческое название — «Измайловская мануфактура». С 1996 года предприятие именовалось ОАО «Измайловская мануфактура», с 2002 года — ЗАО «Измайловская мануфактура».

## Деятельность
Традиционно фабрика специализировалась на переработке хлопкового волокна в хлопчатобумажную пряжу и суровые хлопчатобумажные ткани практически всех артикулов с последующей отделкой на передовых отделочных предприятиях Москвы и Московской области, что позволяло фабрике до сих пор занимать достойное место в ряду отечественных товаропроизводителей. В настоящее время фабрика свою деятельность по выпуску продукции прекратила.

## Контакты
- 105425, Москва, 3-я Парковая, дом 41A
- Тел.: (499) 164-37-10
- Факс: (495) 543-98-70(71)